# Lữ Lương Vĩ
Lữ Lương Vĩ (tiếng Hán: 呂良偉, tiếng Anh: Ray Lui) là một nam diễn viên Hồng Kông.

## Tiểu sử
Lữ Lương Vỹ sinh ngày 22 tháng 12 năm 1956 tại Chợ Lớn, có cha là một tiểu thương đã di cư sang Quảng Đông sau khi quân Nhật chiếm đóng Đông Dương. Năm 1967, Lữ sang Hồng Kông theo học một khóa đào tạo diễn xuất của đài TVB và khởi nghiệp với những vai kép phụ trong dòng phim truyền hình của nhà đài. Mãi đến năm 1980, danh vọng của Lữ mới vụt sáng khi anh được giao vai thứ trong phim Bến Thượng Hải để từ đó mau chóng chiếm các vai kép độc trong phim truyền hình TVB suốt thập niên 1980.
Năm 1989, Lữ Lương Vĩ mãn hợp đồng tại TVB và tìm cách làm mới kỹ năng diễn xuất trong việc thử các vai trong phim truyền hình Hoa lục. Tuy nhiên may mắn không mỉm cười với anh thêm lần nào nữa, Lữ Lương Vĩ không phải cái tên được săn đón tại Trung Quốc giữa rừng minh tinh Hương Cảng thế hệ vàng. Mãi đến năm 2009, Lữ mới tái xuất màn ảnh nhỏ Hương Cảng trong loạt phim TVB Phú quý môn. Ngày nay, Lữ Lương Vĩ quan tâm nhiều đến việc kinh doanh và chỉ chọn tham gia số ít phim được xếp hạng bom tấn.

## Sự nghiệp
| Niên đại | Nhan đề                                                           | Vai trò                        |
| -------- | ----------------------------------------------------------------- | ------------------------------ |
| 1980     | The Informer 金手指                                               |                                |
| 1980     | Dangerous Encounter - 1st Kind 第一類型危險                       |                                |
| 1982     | Funny Boys Friend過打Band                                         | Officer Chan                   |
| 1983     | Tsi Fa Tse Say 摯花者死                                           |                                |
| 1983     | Health Warning 打擂台                                             | Gei                            |
| 1984     | Dor Ching Chung 多情種                                            |                                |
| 1986     | Lin Wan Pao 連環炮                                                |                                |
| 1987     | Project A Part II A計劃續集                                       | Man Tin-ching                  |
| 1987     | Enchanting Night 良宵花弄月                                       | Chun-wah                       |
| 1987     | Yeung Kwai Tsai 養鬼仔                                            |                                |
| 1988     | Walk on Fire 獵鷹計劃                                             | Lee Ho Lung                    |
| 1989     | Devil Hunters 獵魔群英                                            |                                |
| 1989     | Four Flowers 四千金                                               | Lo Bat                         |
| 1989     | Forever Young 返老還童                                            | Yiu Tak-fai                    |
| 1989     | What A Small World 我愛唐人街                                     |                                |
| 1989     | Yau Hei Kwai Tsak 遊戲規則                                        |                                |
| 1989     | Mr Canton and Lady Rose 奇蹟                                      |                                |
| 1989     | Mang Kwai San Fan 2 猛鬼山墳２                                    |                                |
| 1990     | Fatal Termination 赤色大風暴                                      | John                           |
| 1991     | Thunder Rain 破繭急先鋒                                           |                                |
| 1991     | Tuk Ho 毒豪                                                       |                                |
| 1991     | The Good, the Bad and the Bandit 忠奸盜                           |                                |
| 1991     | God of Gamblers III: Back to Shanghai 賭俠２之上海灘賭聖          | Ting Lik                       |
| 1991     | To Be Number One 跛豪                                             | Ng Kwok-ho                     |
| 1992     | Legend of the Brothers 四大家族之龍虎兄弟                         | Gangster                       |
| 1992     | Yat Doi Hiu Hung Chi Sam Chi Kei 一代梟雄之三支旗                 | Chan Chi Chiu                  |
| 1993     | Lord Of East China Sea 歲月風雲之上海皇帝                         |                                |
| 1993     | Lord of East China Sea II 上海皇帝之雄霸天下                      |                                |
| 1993     | Hero of Hong Kong 1949 一九四九之劫後英雄傳                       |                                |
| 1993     | End of the Road 異域之末路英雄                                    |                                |
| 1993     | The Incorruptible 李洛夫奇案                                      |                                |
| 1993     | A Touch of Class 天台的月光                                       |                                |
| 1993     | Zaishi Zhuihun 再世追魂                                           |                                |
| 1994     | The Great Conqueror's Concubine 西楚霸王                          | Xiang Yu                       |
| 1994     | Gangster Lawyer 流氓律師                                          |                                |
| 1994     | Hunting List 終極獵殺                                             |                                |
| 1994     | Gun of Dragon 虎穴屠龍之轟天陷阱                                  |                                |
| 1995     | The Robbers on Tran-Siberian Express 中國十大奇案之中俄列車大劫案 | Xiang Chong                    |
| 1998     | The Suspect 極度重犯                                              |                                |
| 1999     | Big Spender 轟天綁架大富豪                                        |                                |
| 1999     | The Mistress 迷失森林                                             |                                |
| 2000     | Undercover Blues 刑-殺之法                                        | Chan Fai                       |
| 2000     | Bloody Secret 愛殺2000                                            |                                |
| 2000     | 2000 A.D. 公元2000                                                |                                |
| 2000     | Home for a Villain 古惑夕陽紅                                     |                                |
| 2004     | 6AM 大無謂                                                        |                                |
| 2007     | Flash Point 導火線                                                | Archer Sin                     |
| 2007     | The First of August 八月一日                                      |                                |
| 2008     | The Pretty Women 女人我最大                                       | Kelvin Qiao                    |
| 2010     | Macau 1949 澳門1949                                               |                                |
| 2010     | Death and Glory in Changde 喋血孤城                               | Lieutenant General Yu Chengwan |
| 2011     | The Founding of a Party 建党伟业                                  | Wu Peifu                       |
| 2013     | 7 Assassins 光輝歲月                                              | Prince                         |
| 2013     | Firestorm 風暴                                                    | Paco                           |
| 2014     | Siddhartha 釋迦牟尼佛傳                                           | Gautama Buddha                 |
| 2014     | Transformers: Age of Extinction 變形金剛4                         | Motorcyclist                   |
| 2014     | Battle of Zhenhai                                                 |                                |
| 2016     | 708090                                                            |                                |
| 2016     | The Bombing                                                       |                                |
| 2018     | Big Brother                                                       |                                |
| 2021     | Dynasty Warriors: Chiến binh Tam Quốc                             |                                |

| Niên đại | Nhan đề                                          | Vai trò              |
| -------- | ------------------------------------------------ | -------------------- |
| 1978     | The Heaven Sword and Dragon Saber 倚天屠龍記     | Extra                |
| 1979     | The Good, The Bad And The Ugly 網中人            | Ah-bill              |
| 1980     | The Bund 上海灘                                  | Ting Lik             |
| 1980     | The Bund II 上海灘續集                           | Ting Lik             |
| 1980     | The Bund III 上海灘龍虎鬥                        | Ting Lik             |
| 1981     | In Love and War 烽火飛花                         | Wong Hon-shing       |
| 1981     | Kung Fu Master Of Fat San 佛山赞先生             | Chan Wah-shun        |
| 1981     | Chin Lo 前路                                     |                      |
| 1981     | Good Old Times (a.k.a. Alligator Pool) 鱷魚潭    | Siu Luk-cheng        |
| 1982     | Nam Tsi Hon 男子漢                               | Mak Shau-cheng       |
| 1982     | King To 荊途                                     |                      |
| 1982     | Love and Passion 萬水千山總是情                  | Chong Tin-ngai       |
| 1983     | The Old Miao Myth 老洞                           | Chin Bong            |
| 1983     | Sam Seung Fung 三相逢                            |                      |
| 1983     | Yung Tse Fuk Sing 勇者福星                       |                      |
| 1984     | Gary 39's Angel 黃金約會                         | Wu Chun-hung         |
| 1984     | Rainbow Round By Shoulder 畫出彩虹               | Yeung Siu-man        |
| 1984     | Ka Yau Kiu Tsai 家有嬌妻                         | Yam Man-lik          |
| 1985     | Lu Siniang Legend of Ching Lady 呂四娘           | Yongzheng Emperor    |
| 1985     | To Each It Sown 錯體姻緣                         | Koo Wai-nam          |
| 1985     | Ho Nui Tong Chai 好女當差                        |                      |
| 1985     | The Rough Ride 挑戰                              | Kong Tin-wai         |
| 1985     | The Flying Fox of Snowy Mountain 雪山飛狐        | Wu Fei / Wu Yat-do   |
| 1985     | Happy Spirit 開心女鬼                            | Ha Ka-kwong          |
| 1986     | Siu Do Fung Wan 小島風雲                         | Yee Lun              |
| 1986     | Dat Mo 達摩                                      | Bodhidharma          |
| 1987     | Lip Sa Hang Tung 獵鯊行動                        | Yuen Fai             |
| 1987     | Cheng Sing-Kung 鄭成功                           | Koxinga              |
| 1987     | The SIB Files 大班密令                           | Man Seung-chit       |
| 1987     | Hou Ching 豪情                                   | Yung Yut-sang        |
| 1988     | Tai To Wui 大都会                                |                      |
| 1988     | Kwong Lung 狂龍                                  | Chongzhen Emperor    |
| 1988     | And Yet We Live 當代男兒                         | Kan Siu-hong         |
| 1988     | Twilight of a Nation 太平天國                    | Hung Sau-chuen       |
| 1995     | Tân Bao thanh thiên 新包青天                     | Triển Chiêu          |
| 1996     | Nau Yeuk Fung Bo 紐約風暴                        | Bin Ho-tung          |
| 1999     | Master of Zen 達摩祖師                           | Bodhidharma          |
| 2001     | Zaixiang Xiaoganluo 宰相小甘羅                   | Lü Buwei             |
| 2002     | Book and Sword, Gratitude and Revenge 書劍恩仇錄 | Wen Tailai           |
| 2002     | Diao Chan 貂蝉                                   | Lü Bu                |
| 2003     | The Price of Glory 刺虎                          | Nian Gengyao         |
| 2005     | Hu Xueyan the Top Merchant 紅頂商人胡雪巖        | Wang Youling         |
| 2005     | Legend of Prince Shuo Er Ye 褡褳王爺             | Yong Shuo            |
| 2006     | Seven Swordsmen 七劍下天山                       | Prince Dokado        |
| 2007     | The Sword and the Chess of Death 魔劍生死棋      | Guan Yutian          |
| 2009     | Born Rich 富貴門                                 | Marcus Cheuk         |
| 2009     | The Legend and the Hero 2 封神榜之武王伐紂       | King Zhou of Shang   |
| 2011     | Thủy Hử 水滸傳                                   | Tiều Cái             |
| 2011     | The Han Triumph 大風歌                           | Emperor Gaozu of Han |
| 2012     | Legend of Yuan Empire Founder 建元風雲           | Tolui                |